# Ulica Bonifraterska w Krakowie
Ulica Bonifraterska – ulica w Krakowie, w dzielnicy I Stare Miasto, na Kazimierzu. 
Łączy plac Wolnica z ulicą Trynitarską. Jest jednojezdniowa.

## Historia
W ramach planu lokacyjnego miasta Kazimierza z 1335 roku miała być to bardzo krótka bezimienna ulica, ponieważ do XVIII wieku w Krakowie nie istniała większa część obecnych zabudowań pomiędzy placem Wolnicą, a ulicą Trynitarską.
Zabudowa ukształtowywała się stopniowo w XVIII oraz XIX wieku, a dzisiejsza ulica powstała ostatecznie w drugiej połowie XIX wieku. Początkowo nosiła nazwę ulicy Przesmyk, umotywowaną jej ówczesnym położeniem. Jej przedłużenie, dochodzące do brzegu Wisły, nazywane było dawniej ulicą Rybną, a od 1881 roku ulicą Trynitarską. Przestało ono istnieć w XIX wieku, kiedy to w latach 1898–1906 powstał na tym terenie nowy budynek szpitala Zakonu Bonifratrów św. Jana Grandego.
W 1903 roku Rada Miasta Krakowa nadała ulicy obecną nazwę. Nazwa ta została uzasadniona tym, że ulica znajduje się w pobliżu klasztoru Bonifratrów.

## Zabudowa
- ul. Bonifraterska 1 (pl. Wolnica 12) – Kamienica, XIX wiek.

- ul. Bonifraterska 2 (ul. Mostowa 1) – Kamienica, 1867–1869[a].
- ul. Bonifraterska 3 – Kamienica, 1897.
- ul. Bonifraterska 3a – Kamienica, XIX wiek.

Opracowano na podstawie źródła: Gminnej ewidencji zabytków – Kraków.

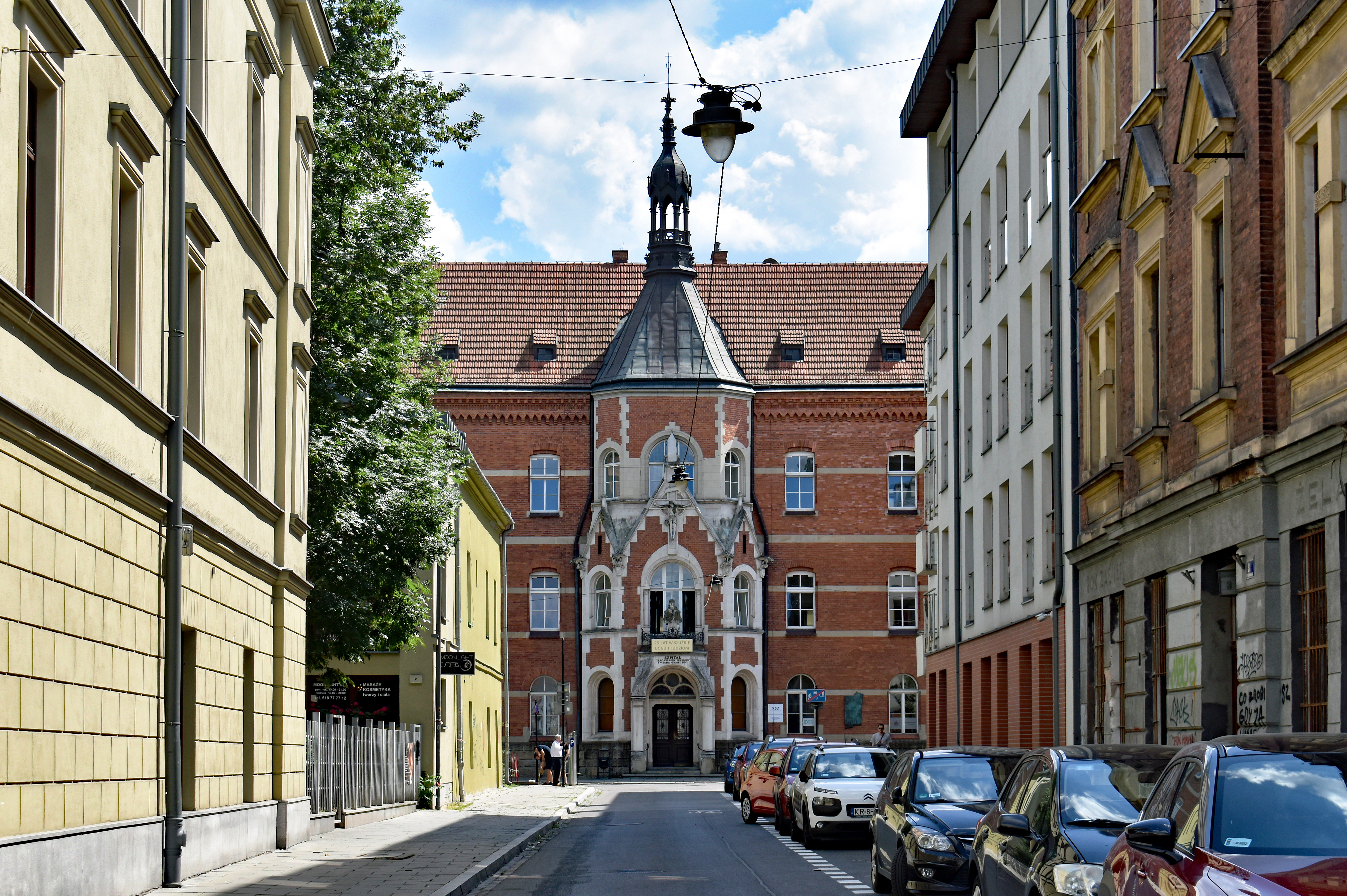
Widok z pl. Wolnica. Perspektywę zamyka nowy budynek szpitala bonifratrów.
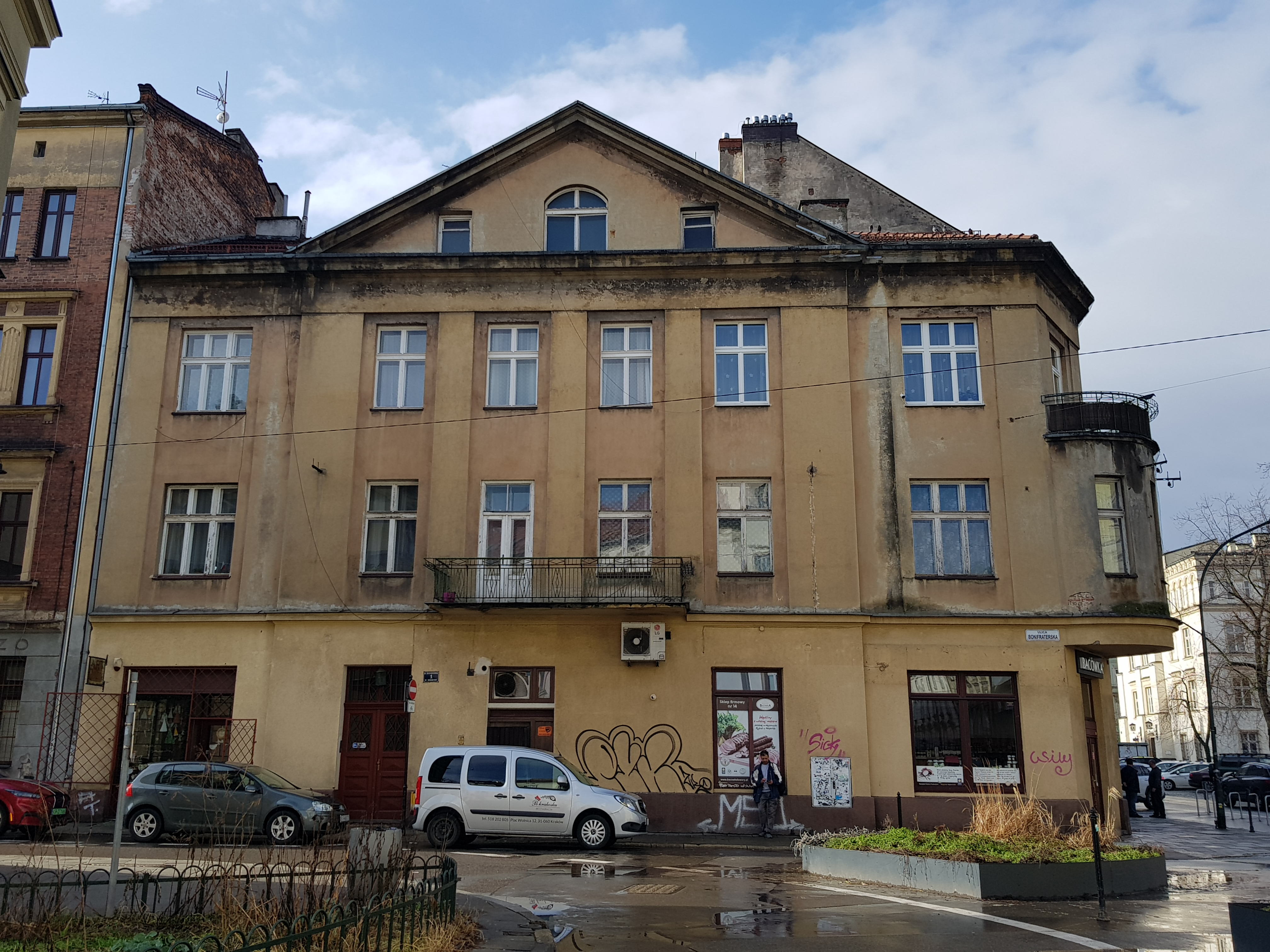
ul. Bonifraterska 1 (XIX w.)